# Райх (Хунсрюк)
Райх (нем. Reich) — община в Германии, в земле Рейнланд-Пфальц.
Входит в состав района Рейн-Хунсрюк. Подчиняется управлению Зиммерн. Население составляет 359 человек (на 31 декабря 2010 года). Занимает площадь 4,76 км².

## Фотографии

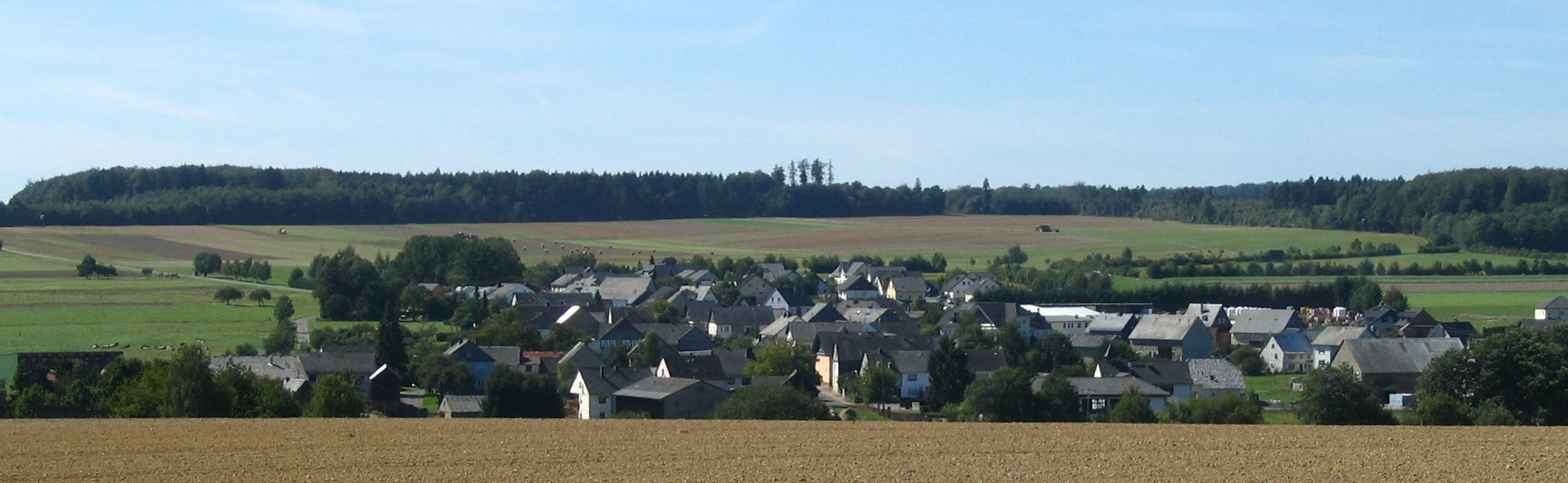
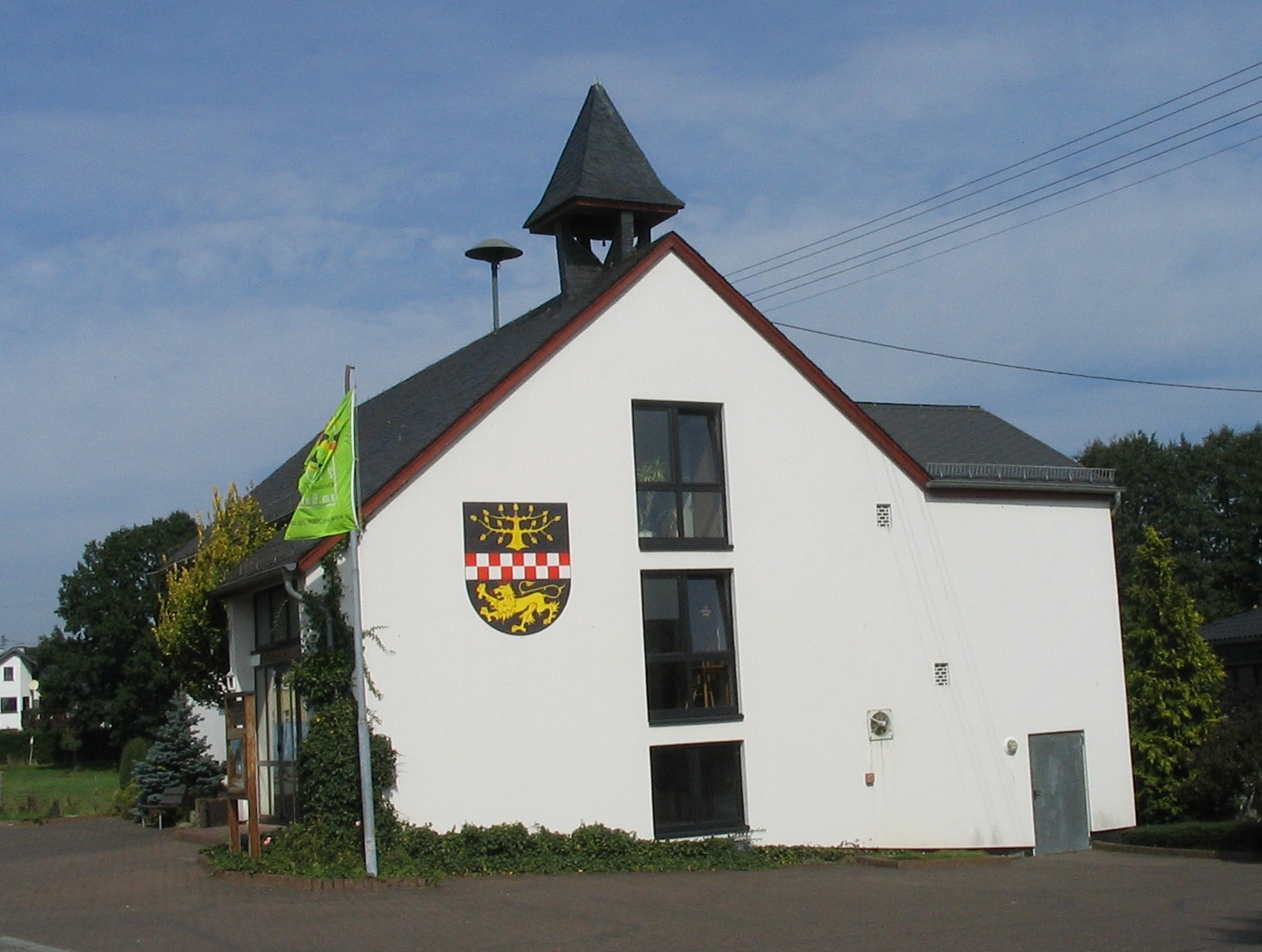
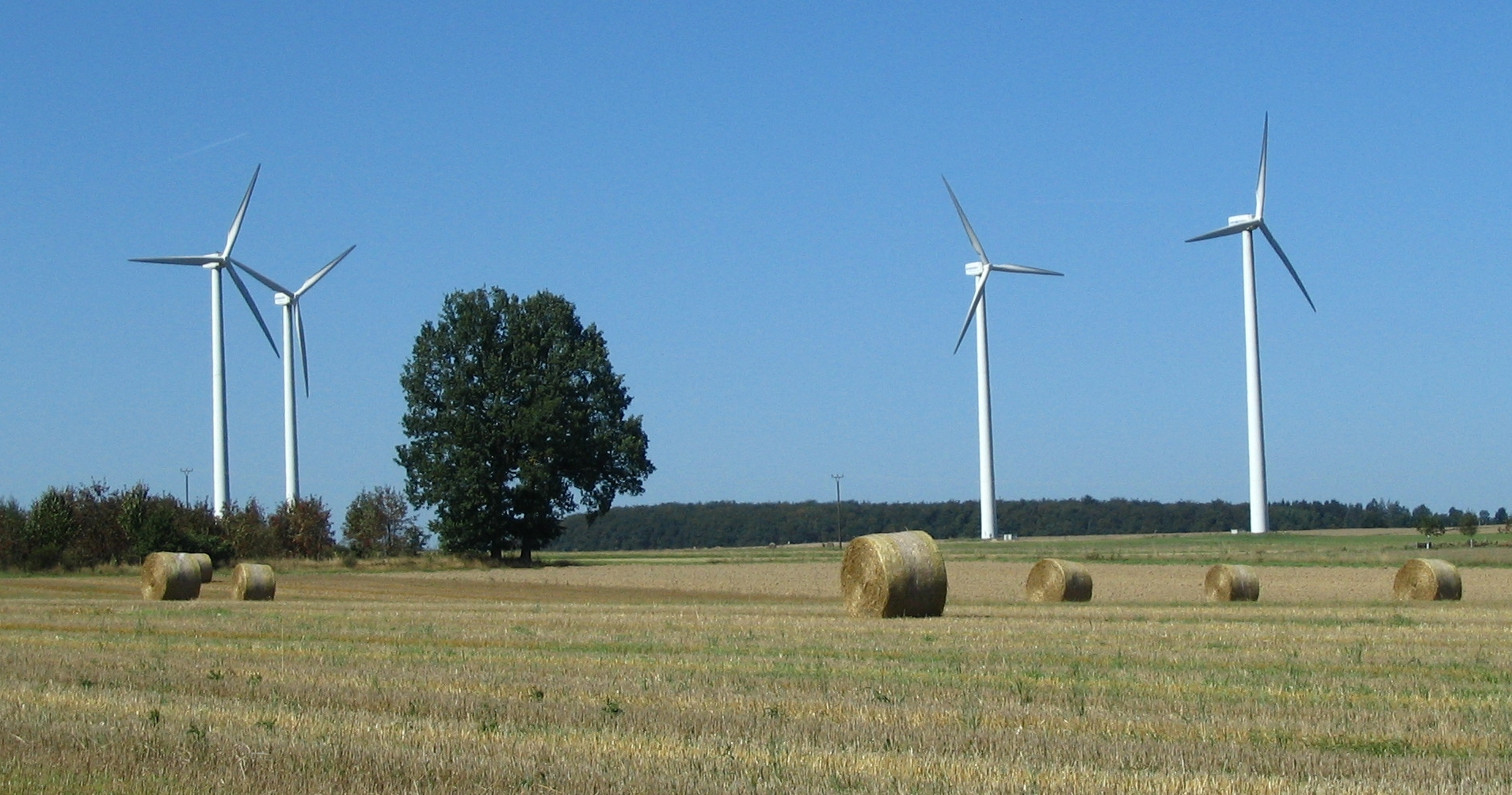